# Stotfold, South Yorkshire
Stotfold var en civil parish från 1858 till 1920 då den blev en del av Hooton Pagnell, i grevskapet West Riding of Yorkshire (nu South Yorkshire), i England. Denna civil parish var belägen 14 km från Rotherham och hade 8 invånare år 1911. Byn nämndes i Domedagsboken (Domesday Book) år 1086, och kallades då Stodfald.